# 제6항공군 (일본군)
제6항공군(第六航空軍 다이로쿠고쿠군[*])은 일본 제국 육군 항공대의 군이다. 통칭호는 편안(靖 세이[*])병단, 군대부호는 교도항공군은 KFA , 제6항공군은6FA.

## 역사
1944년 6월에 결호 작전에 따라 교육훈련부대를 작전부대로 전환하면서 편성된 교도비행사단을 지휘통제하기 위해 8월 8일에 교도항공군으로서 창설되었다. 교도항공군 사령관은 육군항공총감부 사령관 직책을 겸임하였다. 다음 날, 8월 9일부터 참모총장의 명령인 軍令陸乙第41号→군령육을 제41호으로 본토결전을 준비하였다.
1944년 12월, 제6항공군으로 재편성되었고, 12월 26일에 방위총사령부로 전속되었다.
1945년 3월 20일, 오키나와 전투에서 해군 연합함대의 지휘통제에 따라 전투가 끝난 7월까지 항공작전을 지휘하였는데, 특별공격대에 의한 카미카제 공격이 주로 이뤄졌다.

## 지휘부
교도항공군/제6항공군 사령관
1. 중장 스가와라 미치오; 1944년 8월 8일

교도항공군 참모장
1. 소장 데라다 세이이치; 1944년 8월 8일 ~ 8월 30일
2. 소장 미와 기요시; 1944년 9월 2일 ~ 12일 11일

제6항공군
1. 소장 후지쓰카 시카오; 1944년 12월 26일
2. 소장 가와시마 도라노스케; 1945년 7월 30일

## 부대

### 교도항공군
- 시모시즈 교도비행사단: 소장 핫토리 다케시
- 아케노 교도비행사단: 소장 아오키 다케조
- 히타치 교도비행사단: 소장 미요시 야스유키
- 호코타 교도비행사단: 소장 이마니시 로쿠로
- 하마마쓰 교도비행사단: 소장 가와카미 기요시
- 우쓰노미야 교도비행사단: 소장 곤도 겐토시
  - 미호하라 교도비행단: 소장 아마카와 마사오
- 다치카와 교도항공정비사단: 소장 니무라 슌

### 제6항공군
다음은 종전 당시의 목록이다.
- 제12비행사단: 소장 하부 슈지
  - 비행 제4전대
  - 비행 제47전대
  - 비행 제71전대
  - 제51항공지구사령부
  - 제1항공통신사령부
    - 제18항공통신연대
    - 제19항공통신연대
- 제6비행단: 대좌 이마즈 마사미쓰
- 제7비행단: 중좌 다치바나 시로
- 제21비행단: 대좌 야마가타 아리미쓰
- 제27비행단: 대좌 노나카 도시오
- 제100비행단: 대좌 아키야마 몬지로
- 비행 제4전대
- 비행 제7전대
- 비행 제45전대
- 비행 제47전대
- 비행 제60전대
- 비행 제65전대
- 비행 제66전대
- 비행 제71전대
- 비행 제98전대
- 비행 제101전대
- 비행 제103전대
- 비행 제110전대
- 제41항공지구사령부
- 제45항공지구사령부
- 제49항공지구사령부
- 제51항공지구사령부
- 제60항공지구사령부
- 제61항공지구사령부
- 제7야전항공수리창
- 제10야전항공보급창
- 제12야전항공보급창

## 기록

### 소속
- 방위총사령부, 1944년 12월 26일

### 계보
- 1944년 8월 8일, 教導航空軍 교도히코군[*]→교도항공군
- 1944년 12월, だいろくこうくうぐん→제6항공군

### 참전
- 오키나와 전투, 1945년 3월 20일

## 참고
- 秦郁彦 (2005년 8월 1일). 《日本陸海軍総合事典》 (일본어) 2판. 도쿄 대학 출판회. ISBN 4130301357.
- 外山操 (1987).  森松俊夫, 편집. 《帝国陸軍編制総覧》 (일본어). 芙蓉書房.
- 木俣滋郎 (1987). 《陸軍航空隊全史》. 航空戦史シリーズ90 (일본어). 朝日ソノラマ.
- 《太平洋戦争師団戦史》. 別冊歴史読本 戦記シリーズNo.32 (일본어). 新人物往来社. 1996.
- 防衛研修所戦史室 (1976). 《陸軍航空の軍備と運用（3）大東亜戦争終戦まで》. 戦史叢書 (일본어). 朝雲新聞社.